# Јанко Пухар
Иван Јанко Пухар (1920 — 1988) је бивши југословенски репрезентативац у пливању слободним стилом. Био је члан Пливачког клуба Јадран из Сплита.
Јанко Пухар је учествовао на Олимпијским играма 1948. у Лондону у три дисциплине:400 м слободно, 1.500 м слободно и штафети 4 х 200 метара слободно. На 400 м слободно освојио је 11. место са резултатом 4:58,7 мин. на 1.500 м слободно 35. место са 21:45,1 мин. и штафети 4 х 200 метара слободно 5. место у времену од 9:14,0 мин. Штафета је пливала у саставу: Вања Илић, Цирил Пелхан, Јанко Пухар, и Бранко Видовић.
На Европском првенству 1947. у Монаку, Пухар је пливао у две дисциплине. На 400 метара слободно био је шести (5:01,4 мин.), а са штафетом 2 х 200 метара (9:22,8 мин.) је испао у предтакмичењу. Штафета је пливала у саставу Звонко Клеман, Борис Шканата, Јанко Пухар и Мароје Милосавић.